# Discurso del monte de los Olivos

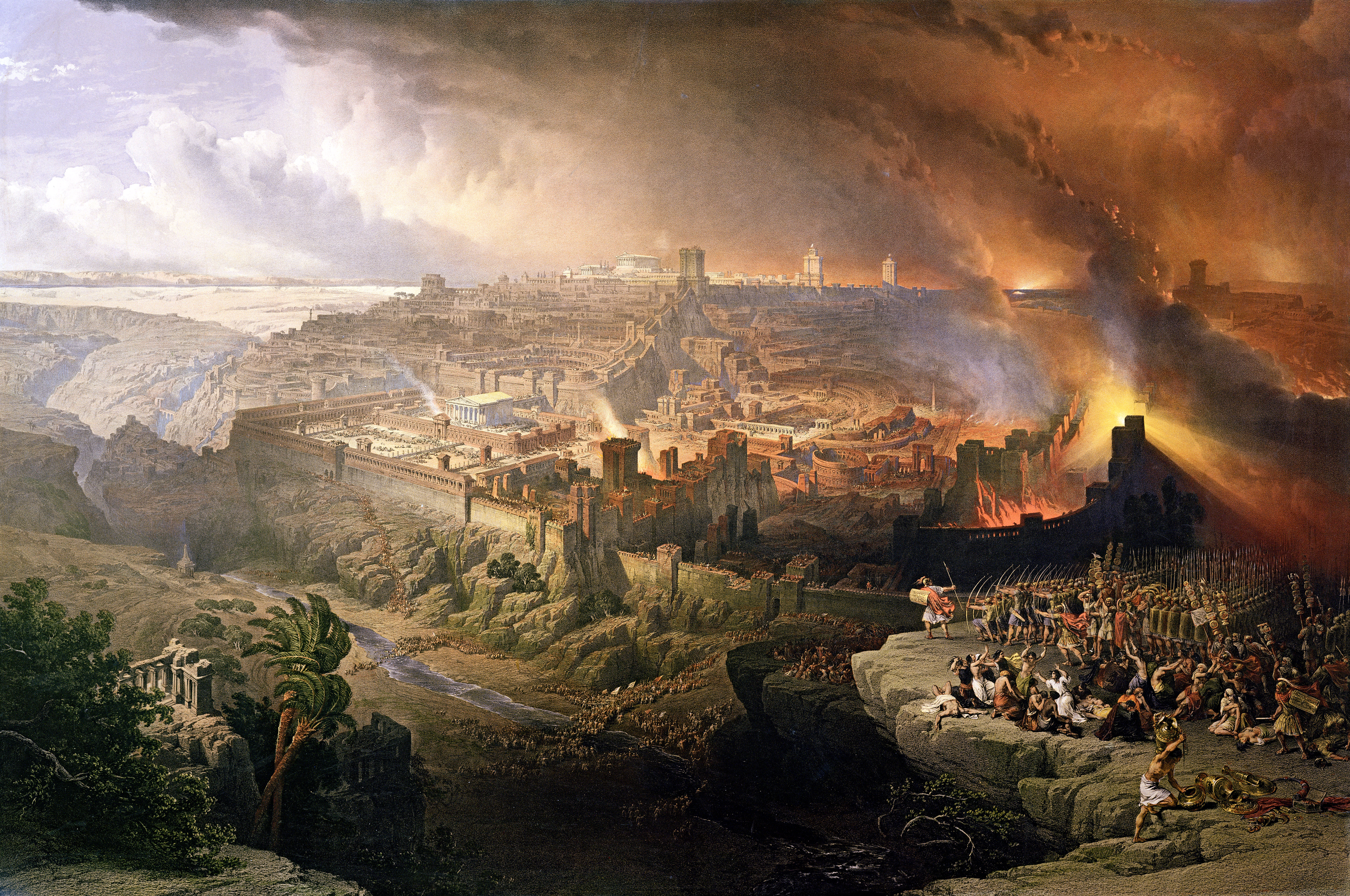
El asedio y la destrucción de Jerusalén, de David Roberts (1850).

El Discurso de los Olivos o Profecía del Monte de los Olivos es un pasaje bíblico que se encuentra en los evangelios sinópticos en Marcos 13, Mateo 24 y Lucas 21. También es conocido como el Pequeño Apocalipsis, ya que incluye descripciones de los tiempos de Jesús, el uso del lenguaje apocalíptico y la advertencia de Jesús a sus seguidores que van a sufrir la tribulación y la persecución antes del triunfo final del Reino de Dios. El discurso de los Olivos es el último de los Cinco discursos de Mateo y se produce justo antes de la narración de la pasión de Jesús comenzando por la Unción de Jesús. En los Evangelios de Mateo y Marcos, Jesús habló este discurso a sus discípulos en privado en el Monte de los Olivos, frente al templo. En el Evangelio de Lucas, Jesús enseñó durante un período de tiempo en el Templo y se quedó en la noche en el Monte de los Olivos.
El discurso es ampliamente considerado por los estudiosos como conteniendo material entregado en una variedad de ocasiones.
Algunos creen que el pasaje se refiere principalmente a la destrucción del Templo en Jerusalén y los eventos que condujeron a ello, aunque también hay referencias a los acontecimientos posteriores a esto. Esta es una razón por estudiosos datan el Evangelio de Marcos para el período inmediatamente antes, o inmediatamente después, de los acontecimientos del año 70.
No está claro si la tribulación que Jesús describe es un evento pasado, presente o futuro.: 5  En cada uno de los tres relatos del evangelio, el sermón contiene una serie de declaraciones que a primera vista parecen predictivas de eventos futuros. Sin embargo, la interpretación cristiana moderna diverge en cuanto al significado de los temas adicionales en el discurso. Muchos intérpretes cristianos evangélicos dicen que los pasajes se refieren a la Segunda Venida de Jesús. Ellos no están de acuerdo si Jesús describe los signos que acompañan a su regreso.
El escenario en el Monte de los Olivos también es considerado por algunos estudiosos como no incidental, sino un eco deliberado de un pasaje en el libro de Zacarías, que se refiere a la ubicación como el lugar donde se produciría una batalla final entre el Mesías judío y sus opositores.

## Textos bíblicos
- Evangelio según Mateo el evangelista (24; 3-44):

Estando él sentado en el Monte de los Olivos, se le acercaron sus discípulos a solas y le preguntaron: —Dinos cuándo ocurrirán estas cosas y cuál será la señal de tu venida y del final del mundo. Jesús les respondió: —Mirad que no os engañe nadie; porque vendrán en mi nombre muchos diciendo: «Yo soy el Cristo», y a muchos los seducirán. Vais a oír hablar de guerras y de rumores de guerras. Mirad, no os inquietéis, porque es necesario que ocurra, pero todavía no es el fin. Se alzará pueblo contra pueblo y reino contra reino, y habrá hambres y terremotos en diversos lugares. Todo esto será el comienzo de los dolores. »Entonces os entregarán al tormento, os matarán y seréis odiados por todas las gentes a causa de mi nombre. Y se escandalizarán muchos, se traicionarán mutuamente y se odiarán unos a otros. Surgirán muchos falsos profetas y seducirán a muchos. Y, al desbordarse la iniquidad, se enfriará la caridad de muchos. Pero el que persevere hasta el fin, ése se salvará. Y se predicará este Evangelio del Reino en todo el mundo en testimonio para todas las gentes, y entonces vendrá el fin. »Por eso, cuando veáis la abominación de la desolación, que predijo el profeta Daniel, erigida en el lugar santo —quien lea, entienda—, entonces los que estén en Judea, que huyan a los montes; quien esté en el terrado, que no baje a tomar nada de su casa; y quien esté en el campo, que no vuelva atrás para tomar su manto. ¡Ay de las que estén encintas y de las que estén  criando esos días! Rogad para que vuestra huida no ocurra ni en invierno ni en sábado. »Habrá entonces una gran tribulación, como no la hubo desde el principio del mundo hasta ahora, ni la habrá. Y de no acortarse esos días, no se salvaría nadie; pero en atención a los elegidos esos días se acortarán. »Entonces, si alguien os dijese: «Mirad, el Cristo está aquí o allí», no lo creáis. Porque surgirán falsos mesías y falsos profetas, y se presentarán con grandes señales y prodigios para engañar, si fuera posible, incluso a los elegidos. Mirad que os lo he predicho. Y si os dijeran que está en el desierto, no vayáis; o que está en un lugar oculto, no lo creáis. De la misma manera que el relámpago sale del oriente y brilla hasta el occidente, así será la venida del Hijo del Hombre. Dondequiera que esté el cadáver allí se reunirán los buitres. »Inmediatamente después de la tribulación de aquellos días, el sol se oscurecerá y la luna no dará su resplandor, y las estrellas caerán del cielo y las potestades de los cielos se conmoverán. Entonces aparecerá en el cielo la señal del Hijo del Hombre, y en ese momento todas las tribus de la tierra romperán en llantos. Y verán al Hijo del Hombre que viene sobre las nubes del cielo con gran poder y gloria. Y enviará a sus ángeles que, con trompeta clamorosa, reunirán a sus elegidos desde los cuatro vientos, de un extremo a otro de los cielos. »Aprended de la higuera esta parábola: cuando sus ramas están ya tiernas y brotan las hojas, sabéis que está cerca el verano. Así también vosotros, cuando veáis todas estas cosas, sabed que es inminente, que está a las puertas. 34En verdad os digo que no pasará esta generación sin que todo esto se cumpla. 35El cielo y la tierra pasarán, pero mis palabras no pasarán.

- Evangelio según Marcos el evangelista (13; 3-27):

Y estando sentado Jesús en el Monte de los Olivos, enfrente del Templo, le preguntaron a solas Pedro, Santiago, Juan y Andrés: —Dinos cuándo ocurrirán estas cosas y cuál será la señal de que todo esto está a punto de llegar a su fin. Entonces comenzó Jesús a decirles: —Mirad que no os engañe nadie. Vendrán en mi nombre muchos diciendo: «Yo soy»; y a muchos los seducirán. Cuando oigáis hablar de guerras y de rumores de guerras, no os inquietéis; porque es necesario que ocurra, pero todavía no es el fin. Se alzará pueblo contra pueblo y reino contra reino, habrá terremotos en diversos lugares, habrá hambre. Esto será el comienzo de los dolores. »Vosotros estad alerta: os entregarán a los tribunales, y seréis azotados en las sinagogas, y compareceréis por causa mía ante los gobernadores y reyes, para que deis testimonio ante ellos. Pero es necesario que antes sea predicado el Evangelio a todos los pueblos. Y cuando os conduzcan para entregaros, no os preocupéis por lo que debéis decir; más bien tenéis que decir lo que en aquel momento se os comunique. Pues no sois vosotros los que vais a hablar, sino el Espíritu Santo. Entonces el hermano entregará a la muerte al hermano, y el padre al hijo; y se levantarán los hijos contra los padres para hacerles morir. Y seréis odiados por todos a causa de mi nombre. Pero el que persevere hasta el fin, ése será salvado. Cuando veáis la abominación de la desolación erigida donde no debe —quien lea, entienda—, entonces los que estén en Judea, que huyan a los montes; quien esté en el terrado, que no baje ni entre a tomar nada de su casa; y quien esté en el campo, que no vuelva atrás para tomar su manto. ¡Ay de las que estén encintas y de las que estén criando esos días! Rogad para que no ocurra en invierno: 19habrá en aquellos días una tribulación, como no la hubo igual desde el principio de la creación que hizo Dios hasta ahora, ni la habrá. Y de no acortar el Señor esos días, no se salvaría nadie; sin embargo, ha acortado los días en atención a los elegidos, que él se eligió. »Entonces, si alguien os dijese: «Mira, aquí está el Cristo», o «mira, allí está», no lo creáis. Surgirán falsos mesías y falsos profetas, y harán señales y prodigios para engañar, si fuera posible, a los elegidos. Vosotros estad alerta; todo os lo he predicho. Pero en aquellos días, después de aquella tribulación, el sol se oscurecerá y la luna no dará su resplandor, y las estrellas caerán del cielo, y las potestades de los cielos se conmoverán. Entonces verán al Hijo del Hombre que viene sobre las nubes con gran poder y gloria. Y entonces enviará a los ángeles y reunirá a sus elegidos desde los cuatro vientos, desde el extremo de la tierra hasta el extremo del cielo.

- Evangelio según Lucas el evangelista (21; 5-28)

Como algunos le hablaban del Templo, que estaba adornado con bellas piedras y ofrendas votivas, dijo: —Vendrán días en los que de esto que veis no quedará piedra sobre piedra que no sea destruida. —Maestro, ¿cuándo ocurrirán estas cosas y cuál será la señal de que están a punto de suceder? Él dijo: —Mirad, no os dejéis engañar; porque vendrán en mi nombre muchos diciendo: «Yo soy», y «el momento está próximo». No les sigáis. Cuando oigáis hablar de guerras y de revoluciones, no os aterréis, porque es necesario que sucedan primero estas cosas. Pero el fin no es inmediato. Entonces les decía: —Se alzará pueblo contra pueblo y reino contra reino; 11habrá grandes terremotos y hambre y peste en diversos lugares; habrá cosas aterradoras y grandes señales en el cielo. Pero antes de todas estas cosas os echarán mano y os perseguirán, entregándoos a las sinagogas y a las cárceles, llevándoos ante reyes y gobernadores por causa de mi nombre: esto os sucederá para dar testimonio. Así pues, convenceos de que no debéis tener preparado de antemano cómo os vais a defender; porque yo os daré palabras y sabiduría que no podrán resistir ni contradecir todos vuestros adversarios. Seréis entregados incluso por padres y hermanos, parientes y amigos, y matarán a algunos de vosotros, y seréis odiados por todos a causa de mi nombre. Pero ni un cabello de vuestra cabeza perecerá. Con vuestra perseverancia salvaréis vuestras almas. »Cuando veáis a Jerusalén cercada por ejércitos, sabed que ya se acerca su desolación. Entonces los que estén en Judea huyan a los montes, y quienes estén dentro de la ciudad que se marchen, y quienes estén en los campos que no entren en ella: éstos son días de castigo para que se cumpla todo lo escrito. ¡Ay de las que estén encintas y de las que estén criando esos días! Porque habrá una gran calamidad sobre la tierra y habrá ira contra este pueblo. Caerán al filo de la espada y serán llevados cautivos a todas las naciones; y Jerusalén será pisoteada por los gentiles, hasta que se cumpla el tiempo de los gentiles. »Habrá señales en el sol, en la luna y en las estrellas, y sobre la tierra angustia de las gentes, consternadas por el estruendo del mar y de las olas: y los hombres perderán el aliento a causa del terror y de la ansiedad que sobrevendrán al mundo. Porque las potestades de los cielos se conmoverán. Entonces verán al Hijo del Hombre que viene sobre una nube con gran poder y gloria.»Cuando comiencen a suceder estas cosas, erguíos y levantad la cabeza porque se aproxima vuestra redención.

## Contenido

### Destrucción del Templo
De acuerdo con el relato de los Evangelios sinópticos, un discípulo anónimo comenta sobre la grandeza del Templo de Herodes, un edificio de unos 10 pisos de altura y que probablemente estuvo adornado con oro, plata y otros objetos preciosos. Jesús responde que ni una sola de esas piedras permanecería intacta en el edificio, y toda la casa sería reducida a escombros. Los discípulos le preguntaron a Jesús una señal, «¿cuándo serán estas cosas, y qué señal habrá de tu venida, y del fin del siglo?». Los discípulos, como judíos, creían que el Mesías vendría y que su llegada significaría el cumplimiento de todas las profecías que esperaban. Ellos creían que el templo desempeñaría un papel importante en esto, por lo tanto, el discípulo en la primera parte estaba jactándose sobre la construcción del Templo con Jesús. La profecía de Jesús en relación con la destrucción del Templo era contraria a su sistema de creencias. El Maestro intentó corregir esa impresión, primero, al discutir la invasión romana (Mateo 24:4-34), y luego comentó su llegada final para hacer juicio universal (Mateo 24:35-51).
Jesús primero les advierte acerca de las cosas que iban a suceder que no deben ser interpretadas como signos:
- Algunos asegurando ser Cristo (véase Anticristo). Era una creencia general de que si el Mesías judío llegaba a Jerusalén, significaría que el Reino de los Cielos era inminente.
- Habría guerras y rumores de guerras.

Entonces Jesús identifica el comienzo de los dolores de parto, una metáfora de una 'falsa alarma' (algunas traducciones antiguas leen incorrectamente dolores):
- Naciones levantándose contra otras naciones y reinos contra reinos.
- Temblores.
- Hambrunas.
- Pestilencia.
- Terribles acontecimientos.

A continuación describió más dolores de parto que llevarían a la venida del Reino:
- Falsos profetas.
- Apostasía.
- La persecución de los seguidores de Jesús.
- La difusión del mensaje de Jesús (el Evangelio) en todo el mundo.

Entonces Jesús les advirtió a los discípulos acerca de la abominación desoladora «puesta donde no debe estar». Los Evangelios de Mateo y Marcos añaden «el que lee, entienda». Esto se considera generalmente como una referencia a dos pasajes del Libro de Daniel (Daniel 9:27; 11:31).
Algunos consideran que estas declaraciones son improbables o inverosímiles. Sin embargo, también hay teólogos cristianos notables que creen que cada una de las declaraciones de Jesús eran profecías. Un punto de vista (futurismo) es que el futuro que Jesús predijo es el desarrollo de los acontecimientos de las tendencias que ya están trabajando en la sociedad humana contemporánea. Otra visión profética (preterismo) sostiene que todas estas predicciones se cumplieron en el momento de la caída de Jerusalén en el año 70 d. C. Una cuestión clave en la discusión de Jesús se refiere a la ilustración de la higuera (y otros árboles). Esta es una yuxtaposición, el equilibrio de las dos partes de la discusión. La primera parte es la respuesta a la primera cuestión relativa a la destrucción del Templo, la segunda parte es la respuesta a la pregunta del regreso de Jesús en el fin del mundo. Por lo tanto, en relación con la primera, dice que «esta generación» vería el cumplimiento, mientras que la segunda, «Nadie lo sabe», ni siquiera el mismo Jesús.
Aunque el libro de Daniel afirma internamente ser una profecía dictada a Daniel por Gabriel durante el cautiverio babilónico, los eruditos modernos creen que el libro fue escrito pseudoepigráficamente a mediados del siglo II a. C., y que en lugar de ser una auténtica profecía del pasaje fue una postdicción, escrito como una polémica contra el santuario de Zeus construido en el Templo en el año 168 a. C. por Antíoco IV Epífanes, quien erigió un altar pagano junto al altar de los holocaustos. Exactamente cómo los sinópticos querían decir que la profecía es interpretada, o reinterpretada, sin embargo, es un tema de debate entre los estudiosos cristianos:
- Una profecía acertada de la destrucción del Templo por Tito en el año 70 (preterismo).[16][17]
- Profecías después del hecho.[18]
- Una referencia a un futuro Anticristo (futurismo).
- Otro vaticinium ex eventu sobre el intento de Calígula de poner una estatua de sí mismo o de Júpiter en el templo en el año 37–41 d. C.[19]

El reinado de Cayo Calígula (37-41) fue testigo de la primera ruptura abierta entre los judíos y el imperio [de la dinastía] Julio-Claudia. Hasta entonces –si uno acepta el apogeo de Sejano y los problemas causados por el censo después del destierro de Arquelao– por lo general había un clima de entendimiento entre los judíos y el imperio. (...) Estas relaciones se deterioraron seriamente durante el reinado de Calígula, y, aunque después de su muerte se restableció la imagen exterior de paz, una considerable amargura se mantuvo en ambos lados. (...) Calígula ordenó que una estatua de oro de sí mismo se construyera en el Templo de Jerusalén. (...) Sólo la muerte de Calígula, a manos de conspiradores romanos (41), impidió el estallido de una guerra judeo-romana, que bien se podría haber extendido a todo el Oriente.

### Gran Tribulación

#### Profecías bíblicas de Jesús
Después de que Jesús describiera la «abominación de la desolación», advierte que el pueblo de Judea debía huir a las montañas como una cuestión tan urgente que no deberían volver ni siquiera para conseguir los objetos de sus casas. Jesús también advirtió que si su huida sucedía en invierno o en sábado, sería aún más difícil. Jesús describió esto como un momento de «gran tribulación», peor que cualquier cosa que hubiera pasado antes.
Entonces Jesús afirma que inmediatamente después del tiempo de tribulación las personas podrían ver una señal, «el sol se oscurecerá, y la luna no dará su resplandor, y las estrellas caerán del cielo, y las potencias de los cielos serán conmovidas» (Mateo 24:29-30). Las declaraciones sobre el sol y la luna volviéndose oscuros suena bastante apocalíptico, ya que parece ser una cita del libro de Isaías (Isaías 13:10). La descripción del sol, la luna y las estrellas como oscuras también se describe en el Antiguo Testamento. Joel escribió que esto sería una señal antes del «grande y terrible día del Señor» (Joel 2:30-31). El libro de Apocalipsis también menciona que el sol y la luna se volverían oscuros durante el sexto sello de los siete sellos, pero el pasaje agrega más detalles que los versículos anteriores mencionados (Apocalipsis 6:12-17).

#### Dos interpretaciones opuestas
Entre los conservadores, del pensamiento cristiano evangélico, dos puntos de vista opuestos se han expresado en un debate entre los teólogos Kenneth L. Gentry y Thomas Ice.: 197–99 
Tribulación como un evento pasado (Dr. Gentry)
- La Gran Tribulación se produjo durante el siglo I.
- Esos acontecimientos marcaron el fin del enfoque de Dios sobre y para exaltación de Israel.
- Las profecías de Jesús marcaron el comienzo de la era cristiana en el plan de Dios.
- La tribulación fue el juicio de Dios sobre Israel por rechazar al Mesías.
- Los juicios de la tribulación se centraron en los lugares que rodean la antigua Jerusalén, y que afectaron poco a otras partes del antiguo Imperio romano.
- Los juicios de la tribulación se rigieron por Jesús como el Cristo para reflejar su juicio contra Israel, mostrando así que él está en el cielo controlando esos eventos.

Tribulación como un evento futuro (Dr. Ice)
- La Gran Tribulación está aún por venir y parece que se acerca rápidamente.
- Esos acontecimientos marcaron el principio del enfoque de Dios sobre y para exaltación de Israel.
- La profecía dice que la era cristiana concluirá inmediatamente después de que la iglesia sea arrebatada del mundo.
- En lugar de ser el juicio de Dios sobre Israel, es la preparación de Israel para recibir a su Mesías.
- Los juicios implican catástrofes que, literalmente, afectarán el universo estelar e impactarán al planeta entero.
- La venida de Cristo en la Tribulación requiere su presencia pública, visible y física a la conclusión de esos juicios.

### Venida del Hijo del Hombre
En el Discurso de los Olivos, Jesús señala que después de la hora de la tribulación y la señal del sol, la luna y las estrellas oscureciéndose, el Hijo del Hombre sería visto llegando en las nubes con gran poder y majestad. Jesús sería acompañado por los ángeles y, por la trompeta, ellos reunirán a los elegidos (los escogidos de Dios) de los cielos y los cuatro vientos de la tierra (Mateo 24:31).
Algunos cristianos han visto esto como una predicción de la tiranía romana siendo superada por el cristianismo. El cristianismo finalmente se convirtió en la religión oficial del Imperio Romano. El Imperio Romano de Oriente permaneció cristianizado hasta su caída a los turcos en 1453, y gran parte de su antiguo territorio, como Grecia, sigue siendo ampliamente cristiano hasta nuestros días.
Los sinópticos también describen a Jesús afirmando que «los elegidos» se reunirán de todo el cielo y la tierra. Su propia redacción es que se reunirán «de los cuatro vientos, desde la parte más lejana de la tierra a la parte más lejana de los cielos». Aunque la mayoría de los estudiosos, y casi todos los cristianos, leen esto en el sentido de que la reunión incluiría la gente no solamente de la tierra sino también desde el cielo, algunos cristianos, en su mayoría modernos premilenaristas protestantes estadounidenses, lo han interpretado en el sentido de que las personas se reunirán desde la tierra y serán llevados al cielo, un concepto conocido en sus círculos como el rapto. La mayoría de los estudiosos ven esto como una cita de un pasaje del Libro de Zacarías, en donde se prevé que Dios (y los cielos en general) viene a la tierra y vive entre los elegidos, que necesariamente se han juntado para este propósito (Zacarías 2:10). Según los antiguos gnósticos, este pasaje debe interpretarse en el sentido de que las enseñanzas del Hijo del Hombre traerían automáticamente a aquellos que escucharon y ellos (los elegidos) las comprenderían plenamente.

## Inminencia
En el Discurso de los Olivos, Jesús dijo que cuando se vean todas estas señales, su segunda venida sería inminente. Él continuó diciendo: «De cierto os digo, que no pasará esta generación hasta que todo esto acontezca» (Marcos 13:30).
Históricamente, este ha sido uno de los pasajes más difíciles de resolver con una interpretación literal del texto. A primera vista, parecería implicar que los discípulos todavía estarían vivos hoy. Leyendas incómodas surgieron sugiriendo que los discípulos a quienes Jesús hablaba no murieron sino que permanecen vivos, que con el tiempo se convertirían en leyendas como las del judío errante y el Preste Juan. C. S. Lewis lo llamó «el verso más embarazoso en la Biblia».
El padre de la iglesia del siglo IV Juan Crisóstomo sostuvo esta interpretación:
Después de esto, que tal vez no volvería nuevamente inmediatamente, dicen: «¿Cuándo?». Él trae a su memoria las cosas que se habían dicho, diciendo: «De cierto os digo, ¡esta generación no pasará hasta que todas estas cosas se cumplan!». Todas estas cosas. ¿Qué cosas? Yo te ruego. Aquello  de Jerusalén, aquello sobre las guerras, de las hambrunas, de las pestes, acerca de los terremotos, de los falsos Cristos, acerca de los falsos profetas, sobre la siembra del evangelio en todas partes, las disensiones, los tumultos, todas las otras cosas, que nos dijo que ocurrirían hasta su venida. ¿Por qué (uno puede preguntarse) entonces dijo «Esta generación»? Hablando no de la generación que entonces vivía, sino de la de los creyentes. Porque es costumbre de él distinguir una generación no por los tiempos, sino también por el modo de servicio religioso, y la práctica; como cuando dice: «Esta es la generación de los que buscan al Señor».
—Juan Crisóstomo
En el documento cristiano más antiguo conocido, la Primera Epístola a los Tesalonicenses, Pablo parece prever que él y los cristianos a quienes él estaba escribiendo verían la resurrección de los muertos en sus propias vidas: «Por lo cual os decimos esto en palabra del Señor: que nosotros que vivimos, que habremos quedado hasta la venida del Señor, no precederemos a los que durmieron» (1 Tesalonicenses 4:15-17). Algunos sostienen que la Segunda Epístola a los Tesalonicenses fue falsificada, esencialmente con el único propósito de contradecir la primera epístola.
En los tiempos modernos, la opinión popular (pero lejos de ser unánime) es que Jesús en el Discurso de los Olivos está utilizando el lenguaje apocalíptico de su tiempo, simbólicamente, al igual que muchos profetas judíos. Sin embargo, a lo largo de la historia ha habido muchos grupos que leyeron el discurso literalmente. El pensamiento cristiano sigue incluyendo grupos que dicen que el fin del mundo está cerca, algunos incluso dando fechas exactas que desde entonces han aparecido y desaparecido sin que ocurra el fin del mundo (véase también la Parusía). Algunos cristianos creen que las predicciones de varios eventos están relacionados: la segunda venida de Jesús, la guerra del Armagedón, la llegada en la tierra del Anticristo, la tribulación, el rapto, algún desastre natural terrible, etc. Predicciones judías, islámicas, psíquicas y ocultistas también se han ofrecido también. Algunas personas muy prominentes han estado sistemáticamente equivocados cuando predijeron el fin del mundo. Las predicciones de este tipo han sido comunes en todo el cristianismo y otras religiones por casi 2000 años.

## Interpretaciones
Hay cuatro interpretaciones muy diferentes de Mateo 24.De lejos, las más prominentes son el futurismo y el preterismo. El futurismo domina los puntos de vista teológicos más conservadores en la actualidad, aunque el preterismo ve un resurgimiento.

### Idealismo
El idealista (atemporal) no ve evidencias de tiempo de los eventos proféticos en la Biblia. Por lo tanto llegan a la conclusión de que su tiempo no se puede determinar con antelación. Los idealistas ven los pasajes proféticos como de gran valor en las verdades de enseñanza sobre Dios que se aplican a la vida actual.
El idealismo se asocia principalmente con la erudición liberal, y no es un factor importante en la actual deliberación cristiana evangélica sobre cuándo se cumplirá la profecía.

### Preterismo
El preterismo (del latín para «pasado») considera que la mayoría de, si no todas, las profecías se ha cumplido ya, por lo general en relación con la destrucción de Jerusalén por los romanos en el año 70. Esta doctrina difiere en algunos puntos importantes:
- El preterismo parcial dice que la mayoría de (pero no todas) las profecías bíblicas, incluyendo todo dentro de Mateo 24, Daniel y Apocalipsis hasta los capítulos 19 o 20, ya se han cumplido cuando Jerusalén fue destruida.[26] Ya que todavía incluye la creencia en una futura y física «segunda venida» de Cristo, la resurrección de los muertos, y el juicio final; el preterismo parcial cae dentro de los parámetros de la ortodoxia, ya que se ajusta a los principios de los credos cristianos.

- El preterismo completo dice que todas las profecías bíblicas fueron cumplidas en el año 70. No sostiene un juicio futuro, el regreso de Cristo, o la resurrección de los muertos (al menos no para los no cristianos). Debido a la creencia de que toda la profecía bíblica se ha cumplido, a veces se considera «radical» y por lo general se describe como «poco ortodoxo», ya que va en contra de los credos ecuménicos de los primeros cristianos.

### Historicismo
El historicismo considera que la mayoría de las profecías han sido o serán cumplidas durante la actual era de la iglesia. Era el punto de vista predominante entre los protestantes de la Reforma hasta el siglo XIX. Sólo entre los adventistas del séptimo día el historicismo es aplicado en la actual interpretación cristiana conservadora de la comprensión de la Tribulación.

### Futurismo
El futurismo generalmente sostiene que todas las grandes profecías no cumplidas se cumplirán durante un tiempo global de la catástrofe y la guerra conocido como la Gran Tribulación, en el que se cumplirán muchas otras profecías durante o después de que el Reino del Milenio de Jesucristo. Según muchos futuristas, muchas predicciones actualmente se están cumpliendo durante la Era de la Iglesia, en la que la anarquía y la apostasía están actualmente plagando la sociedad secular. Esto es visto como una señal importante de la realización inminente de todas las otras profecías durante la tribulación. Dentro del cristianismo evangélico en los últimos 150 años, el futurismo ha llegado a ser el punto de vista dominante de la profecía. Sin embargo, alrededor de la década de 1970, el preterismo evangélico (el polo opuesto de futurismo) fue visto como un nuevo desafío al predominio del futurismo, en particular dentro de la tradición reformada. Sin embargo, el futurismo continúa como la opinión predominante por el momento.: 7 
Los futuristas anticipan muchos eventos próximos que darán cumplimiento a toda la profecía escatológica: el período de siete años de tribulación, el gobierno mundial del Anticristo, la batalla del Armagedón, la Segunda Venida de Jesús, el reino milenario de Cristo, el estado eterno, y los dos resurrecciones.
- En su popular libro, The Late Great Planet Earth [El Antiguo Gran Planeta Tierra], publicado por primera vez en 1970, el autor cristiano evangélico Hal Lindsey argumentó que la información profética en Mateo 24 indica que la «generación» que presenció el «renacimiento de Israel» es la misma generación que observará el cumplimiento de las «señales» contempladas en Mateo 24:1-33, y que se consumaría por la segunda venida de Cristo, aproximadamente en 1988. Él fechó ello desde el «renacimiento de Israel» en 1948, y tomó una generación siendo «algo así como cuarenta años».[28] Lindsey después estiró su cuadragésimo año calendario hasta un periodo tan largo como cien años, escribiendo que ya no estaba seguro de que la última «generación» se iniciara con el renacimiento de Israel.[29]

- Otro análisis detallado, uno escrito por el teólogo Ray Stedman, llamado Olivet Prophecy: The most detailed prediction in the Bible [Profecía de los Olivos: La predicción más detallada en la Biblia]. Según Stedman: «Hay muchos pasajes predictivos, tanto en el Antiguo y Nuevo Testamento, pero ninguno es más claro o más detallado que el mensaje que Jesús pronunció desde el Monte de los Olivos. Este mensaje se dio durante los turbulentos acontecimientos de la última semana del Señor antes de la cruz».[11]